# П-8
П-8 «Волга» (по классификации МО США и НАТО — Knife Rest A) — советская наземная радиолокационная станция дальнего обнаружения, работавшая в метровом диапазоне волн. Одна из первых советских РЛС кругового обзора. По сравнению с существующими советскими станциями (РУС-2, РУС-2с и П-3), новая станция обладала целым рядом преимуществ. Разработана в 1950 году в Горьковском НИИ радиотехники. За создание коллектив разработчиков, возглавляемый Е. В. Бухваловым, был удостоен Государственной премии (1952). 
После прохождения полевых испытаний (1949—1950 гг.) была принята на вооружение Советской Армией и широко использовалась в войсках ПВО, ВВС и ВМФ.

## ТТХ
- Дальность обнаружения самолетов в режиме кругового обзора при высоте полета до 8000 м — 150 км.
- Разрешающая способность по дальности — не хуже 2,5 км, по азимуту — 24°.
- Мощность в импульсе — от 70 до 75 кВт.
- Чувствительность приемника — не хуже 7 мкВ.
- Общая масса станции — около 17 т.

## Особенности конструкции
- Антенна типа «волновой канал» с шириной диаграммы направленности не более 24° в горизонтальной плоскости; антенна работала как на приём, так и на передачу. Скорость вращения — 2 оборота в минуту.
- Блок защиты от помех.
- Наземный радиолокационный запросчик НРЗ-1.
- Индикатор кругового обзора: электронно-лучевая трубка с двумя флюоресцирующими слоями, один из которых имел короткое послесвечение голубого цвета, а другой, янтарного цвета, достаточно долго светился, позволяя наблюдать за целями до следующего обновления информации (раз в полминуты).
- Индикатор высоты в комплексе с гониометром для измерения угла места цели. Высота цели определялась при помощи номограмм.

## Усовершенствования
Новое 30-метровое антенно-мачтовое устройство, разработанное в 1951 году, позволило увеличить дальность обнаружения самолётов, летающих на так называемых средних высотах (10—16 км). С новым устройством, получившим название «Унжа», станция могла обнаруживать такие самолёты на расстояниях 200—250 км. Для низколетящих самолётов дальность обнаружения также увеличилась на 60—70 %.
Дальнейшим усовершенствованием П-8 стала новая радиолокационная станция П-10 («Волга А»), прошедшая испытания в 1953 году.